# In den besten Jahren
In den besten Jahren ist ein deutscher Fernsehfilm von Hartmut Schoen aus dem Jahr 2011 mit Senta Berger in der Rolle einer Polizistenwitwe, deren Mann von einem RAF-Terroristen ermordet wurde.

## Handlung
Erika Welves ist die Witwe eines Polizisten, der Anfang der 1970er Jahre bei einer Polizeikontrolle von einem RAF-Terroristen eiskalt erschossen wurde. Seither ist sie stark traumatisiert und wird immer wieder an den Schicksalsschlag erinnert, sobald sie einen Mann mit Schnurrbart sieht, wie ihn auch der Mörder ihres Mannes trug. Die Vergangenheit lässt sie nicht los, was sich auch in ihrer immer noch im 1970er-Jahre-Stil gehaltenen Wohnung widerspiegelt. Ihre Tochter Jenny bittet sie inständig, endlich einen Schlussstrich zu ziehen und in die Zukunft zu schauen. Nachdem jedoch der Journalist Max Beiler Erika für eine Reportage über die RAF interviewt hat, fühlt sich Erika mehr denn je entschlossen, den Fall ihres Mannes neu aufzurollen, zumal dieser nie restlos aufgeklärt und stattdessen von den Behörden und Medien unter den Teppich gekehrt wurde. Zudem wurde der Täter, nachdem er gegen andere RAF-Mitglieder ausgesagt hatte, bereits kurz nach seiner Festnahme frei gelassen und mit ausreichend Geld versorgt, damit er sich als Kronzeuge unter falschem Namen eine neue Existenz aufbauen konnte.
Mit Hilfe von Max Beilers Notizbuch findet Erika Ansprechpartner, die mit dem Mordfall ihres Mannes vertraut sind. So auch Matthias Brühl, den ehemaligen Kollegen ihres Mannes, der den RAF-Anschlag zwar überlebt hatte, ihn aber ebenso wie Erika nie verwinden konnte. Mit einer Pistole will er sich vor Erikas Augen erschießen, was er aber durch das Erscheinen von unbeteiligten Personen letztlich nicht in die Tat umsetzt. Daraufhin sucht Erika den pensionierten Bundesanwalt Friedrich Gehlmann auf, der ihr zwar einfühlsam vom einstigen Gerichtsprozess erzählt und mögliche Verwicklungen der Geheimdienste andeutet, aber lieber schweigt, als Erika empört beklagt, dass die deutsche Justiz vor allem gegenüber nicht prominenten RAF-Opfern wie ihrem Mann versagt habe.
Über ein Foto findet Erika schließlich heraus, dass die Mutter des RAF-Terroristen in den Niederlanden lebt. Um auf eigene Faust dorthin fahren zu können, nimmt Erika Fahrstunden. Der hilfsbereite Elektrohändler Karl Wenzelburger bietet ihr wiederum an, mit ihm nach Holland zu fahren. Als sie Frau Schulz, der Mutter des RAF-Terroristen, begegnet, gesteht diese, immer Erikas plötzlichen Besuch erwartet zu haben und dass sie aus Schuldgefühlen häufig umgezogen sei. Ihr Sohn, der die eigentliche Schuld trägt, sei bei einem Autounfall in den 1990er Jahren bereits ums Leben gekommen. Frau Schulz entschuldigt sich bei Erika für das Leid, das ihr Sohn ihr angetan hat. Erika umarmt sie und fährt mit Tränen in den Augen nach Deutschland zurück.

## Hintergrund
Die zum Teil in Rückblenden aufgebaute Handlung des Films ist fiktiv. Dennoch lassen sich Parallelen zum RAF-Mitglied Gerhard Müller ziehen, der 1971 für den ersten Polizistenmord der RAF verantwortlich war, später gegen Andreas Baader und Gudrun Ensslin als Zeuge aussagte, daraufhin freikam und wahrscheinlich bis heute im Rahmen eines Zeugenschutzprogramms unter falschem Namen lebt.
Die Dreharbeiten für In den besten Jahren fanden in Köln statt. Am 14. Dezember 2011 wurde der Film erstmals von der ARD im Fernsehen gezeigt. Der Film war für den Grimme-Preis 2012 nominiert.

## Kritiken
Jochen Hieber von der Frankfurter Allgemeinen Zeitung zufolge sei Senta Berger in diesem Film „schmallippig wie nie“ und zeige einen „in jeder Einstellung spürbaren Willen, dieser Erika Welves Gerechtigkeit widerfahren zu lassen“. Sie biete dem Zuschauer „ein heroisches Spiel“, das jedoch aufgrund des Drehbuchs und der Regie nicht vollends überzeuge. In den besten Jahren sei letzten Endes „ein Problemfilm der problematischen Art“.
Christian Buß von Spiegel Online überzeugte der Film „als Drama über eine Polizistenwitwe, die noch heute überall RAF-Mörder sieht“. Es sei nicht nur Senta Berger zu verdanken, dass aus dem Film „ein großes Schauspieler-Stück“ geworden sei, „in dem der Deutsche Herbst bedrohlich in die Gegenwart wabert“. Das Lexikon des internationalen Films bezeichnete In den besten Jahren als „[g]ut besetztes (Fernseh-)Drama über Trauer, Sühne und Staatsraison“. Prisma fand, dass Senta Berger mit diesem Film abermals unter Beweis gestellt habe, „dass sie vollkommen zu Recht zu Deutschlands besten Charakterdarstellerinnen zählt“.